# Phase distortion-synthese
Phase distortion-synthese (PD-synthesis, fase-vervorming-synthese) is een geluidssynthesetechniek vergelijkbaar met FM-synthese waarbij de fasor (fasevector) van een oscillator gemanipuleerd wordt (meestal door waveshaping). De Casio CZ-101, uitgebracht in 1984, was de eerste synthesizer die van deze techniek gebruik maakte. Tegenwoordig zijn er vele synthesizers op de markt die phase distortion als oscillatoroptie aanbieden.
FM · 
Wavetable · 
Additief · 
Subtractief · 
Phase Distortion · 
Fasemodulatie · 
Physical modelling · 
Virtueel analoog · 
Formant · 
Sample-gebaseerd · 
Granulair